# Varna (Illinois)
Varna es una villa ubicada en el condado de Marshall en el estado estadounidense de Illinois. En el Censo de 2010 tenía una población de 384 habitantes y una densidad poblacional de 499,2 personas por km².

## Geografía
Varna se encuentra ubicada en las coordenadas 41°2′7″N 89°13′28″O / 41.03528, -89.22444. Según la Oficina del Censo de los Estados Unidos, Varna tiene una superficie total de 0.77 km², de la cual 0.77 km² corresponden a tierra firme y (0%) 0 km² es agua.

## Demografía
Según el censo de 2010, había 384 personas residiendo en Varna. La densidad de población era de 499,2 hab./km². De los 384 habitantes, Varna estaba compuesto por el 96.09% blancos, el 0.52% eran afroamericanos, el 0.52% eran amerindios, el 1.56% eran asiáticos, el 0% eran isleños del Pacífico, el 0.78% eran de otras razas y el 0.52% pertenecían a dos o más razas. Del total de la población el 1.82% eran hispanos o latinos de cualquier raza.